# Conveni de doble imposició
Molts països han signat tractats fiscals bilaterals o convenis de doble imposició amb altres països per evitar o mitigar la doble imposició. Aquests tractats poden incloure diversos impostos incloent impostos sobre la renda, impostos sobre l'herència, impostos sobre el valor afegit o altres impostos. A més dels tractats bilaterals, també hi ha tractats multilaterals. Per exemple, els països de la Unió Europea (UE) són parts en un acord multilateral pel que fa als impostos sobre el valor afegit sota els auspicis de la UE, mentre que el Tractat d'assistència administrativa mútua del Consell d'Europa i de l'Organització de Cooperació i Desenvolupament Econòmic (OCDE) està oberta a tots els països. Els tractats fiscals solen reduir els impostos d'un país tractat per als residents de l'altre país tractat per reduir la doble imposició dels mateixos ingressos.
Les disposicions i els objectius varien significativament, i són molt pocs els tractats fiscals. La majoria de tractats:
- definir quins impostos estan coberts i qui és un resident i pot optar a les prestacions,
- reduir les quantitats d'impostos retinguts dels interessos, els dividends i cànons que paga un resident d'un país als residents de l'altre país,
- limitar l'impost d'un país sobre la renda empresarial d'un resident de l'altre país a aquells ingressos d'un establiment permanent del primer país,
- definir les circumstàncies en què seran tributats els ingressos de les persones residents en un país a l'altre país, inclosos el sou, la feina per compte propi, les pensions i altres ingressos,
- preveure l'exempció per a certs tipus d'organitzacions o individus, i
- proporcionar marcs de procediment per a l'aplicació i resolució de disputes.

Els objectius marcats per entrar en un tractat sovint inclouen reduir la doble imposició, eliminar l'evasió fiscal i fomentar l'eficiència comercial transfronterera. Generalment s'accepta que els tractats fiscals milloren la certesa per als contribuents i les autoritats fiscals en el seu tracte internacional.
Diversos governs i organitzacions utilitzen tractats model com a punts de partida. Els tractats de doble imposició generalment segueixen el model de convenció de l'OCDE i el comentari oficial i els comentaris dels membres sobre això serveixen d'orientació per a la interpretació de cada país membre. Altres models rellevants són la Convenció Model de les Nacions Unides, en el cas dels tractats amb països en desenvolupament i la Convenció Model dels Estats Units, en el cas dels tractats negociats amb els Estats Units.